# 鬼影 (電影)
《鬼影》是2004年的泰國恐怖劇情電影，由Banjong Pisanthanakun與Parkpoom Wongpoom執導。本片在不少影迷心中公認是自《七夜怪談》《咒怨》之後最有影響力的靈異電影（鬼片），亦是泰國電影至今，最具代表性的恐怖片。2008年被美國重拍成《攝靈》（又譯《鬼照片》，Shutter）。

## 劇情
25岁的泰国摄影师阿敦（Ananda Everingham饰）与同居女友阿貞（Natthaweeranuch Thongmee饰）酒后驾车归家途中，不慎把一名女子撞倒，车子失控继而撞上路旁的告示牌。不省人事的女子躺在路中心，但此时后面已有车辆驶至，二人因為心虛，没有下车探视伤者，反而选择赶紧驾车肇事逃逸。
可是之后离奇怪事接踵而来，阿敦发现他拍摄的照片中出现一些奇怪的光芒及影像，开始时他以为只是對焦失误、底片毀損或者相機故障，后来他仔细查证后，意识到照片中的神秘影像与被他们撞倒的女子容貌神似，可能是靈異照片。与此同时，阿敦不但夜夜夢魘，颈部也出现莫名其妙的痛楚。
翌日阿敦与女友阿貞决定再到意外现场，但二人并没有发现被撞女子的尸体，现场的一名工人也告知他们，先前的車禍只有撞毀了告示牌，最近并无任何人受伤，可是亡靈似乎一直阴魂不散，不断缠扰着阿敦與阿貞，而且阿敦的三個同窗好友更奇怪地一个一个相继跳樓自杀身亡。另一方面，阿貞觉得事有蹊跷，决定深入调查，最终竟发现这一切怪事都是由其男友阿敦而起。
阿敦幾年前還是個大學生，因見班上一位女同學娜妲（Achita Sikamana飾）家境貧寒、性格內向且沒有朋友，便跟她聊天來往，兩人愈走愈近，發展成地下情，娜妲後來休學回家，行方不明，疑似自殺。直至阿敦及阿貞探訪娜妲家，才發現娜妲遺體，原來是其母不捨，居然把娜妲的遺體風乾，藏於房中。他們告訴娜妲的母親，為了讓枉死的娜妲安心上路，應該為娜妲辦理告別式並火化。阿敦与阿貞說服了娜妲的父母，延請佛寺的法師為她誦經做功德。就在娜妲火化的前一夜，娜妲的亡靈開始作祟，追殺阿敦，阿敦在樓梯間被鬼打牆，完全迷路，只好往外爬到防火梯，而娜妲就從梯上倒著爬下來，然後阿敦從梯子上摔了下去，但只有輕傷、手骨斷裂。
娜妲火化後，阿貞跟阿敦認為娜妲已經得到解脫了，於是寬心愜意地去海邊渡假，也留下了照片。但阿貞發現一批相片非常怪異，她從在家裡連拍的照片裏，發現娜妲的影像踉蹌地爬到一個雜物架上。阿貞於是開始翻箱倒櫃，發現了娜妲被強暴的照片，於是逼問阿敦。
原來當年阿敦的三個朋友，覬覦娜妲的美色，居然輪姦了娜妲，阿敦恰好路過，因為害怕失去摯友，不但沒有對娜妲伸出援手，更應朋友要求，拍下她被強暴的照片，以使她封口。娜妲非但受三個無賴的侮辱，還受到男友的背叛，心灰意冷，受此打擊之後，在學校割腕自殺未果，便從曼谷休學回鄉，吞安眠藥自盡，其母親發覺之後立刻送醫急救，又救了她一命。無奈娜妲死意甚堅，從醫院頂樓跳樓而一命嗚呼。
阿敦向阿貞解釋自己當時並沒有加入輪姦娜妲，只是礙於友誼，幫忙拍了照片。阿貞還是無法接受阿敦卑劣的行為，在與阿敦爭吵後離開。阿敦在屋內大吼大叫，欲跟娜妲的亡靈理論，開始拿起立可拍相機在屋內四處拍攝，試圖尋找娜妲的行蹤，但遍尋不著。阿敦暴怒，把相機重重摔到地面，相機的鏡頭突然對著阿敦，自動地按下快門，照片竟然出現娜妲一直騎在阿敦的脖子上的影像，阿敦嚇得目瞪口呆。電影片段回溯到之前雜誌社老闆曾說鬼魂往往會伴隨摯愛的人而不捨離去、抬頭望着阿敦的小沙彌目不轉睛的表情，及去醫院檢查身體時異常的體重數值。
此時阿敦再也控制不了自己的情緒，在欲甩開娜妲時，娜妲用雙手遮住阿敦的雙眼，使其失去重心，飛出窗口，身負重傷，送醫後搶救回來，但已是毫無反應的癡呆狀態。阿貞前往醫院精神科病房探視阿敦，而此時娜妲依然一如往昔地騎在阿敦的脖子上。

## 外部連結
- 鬼影 ── 鬼影照片 （页面存档备份，存于）
- 互联网电影数据库（IMDb）上《Shutter》的资料（英文）
- 爛番茄上《Shutter》的資料（英文）
- 影片劇情介紹以及劇照 （页面存档备份，存于） （泰文）